# 努爾人
努爾人（Nuer），又称努维尔人，主要居住在南苏丹尼罗河流域的琼莱省及上尼罗省部分地区，是南苏丹的第二大民族。自称为Naath，意思是“人类”。1960年代調査的人口約为30万，語言与丁卡人相近。由于南苏丹内战，过去的50年有许多努尔人移居到肯尼亚、埃塞俄比亚和其他地方。自1990年代初以来，大约25000努尔人难民被安置在美国、加拿大和澳大利亚。

## 历史
南苏丹部落处于奥斯曼帝国的统治，直至19世纪被英国殖民。英国利用当地各个部落的矛盾，让他们相互斗争，从而达到统治的目的。丁卡人与英国的关系较好，而努尔人则处于敌视状态。
第二次苏丹内战時（1983年〜2005年），努尔人、丁卡人等約二百五十万人的南部部落民众被殺，数百万人被赶出居住地，成为苏丹集体难民。約二万人的各族儿童在内战期间成为孤儿。
2006年，由于强烈反对裁军，努尔人部落拒绝放下武器，导致苏丹人民解放军士兵没收努尔人所养殖的牛，由一群努尔族青年武装分子组成努尔白军（Nuer White Army），总人数约25000人。他们全身涂满防蚊虫的白色粉末，配备有砍刀、棍棒和枪支，以抵抗敌人。2013年南苏丹内战爆发，努尔白军攻击南苏丹重镇博尔，政府军动用武装直升机予以对抗，经过数日激战终于夺回博尔镇。长达两周的冲突造成至少1000人死亡。。

## 文化
努尔人是放牧民族，牛、羊是他们的主要财产，也种植一些杂谷类粮食作物。牛在努尔人的宗教和经济中处于重要的地位。努尔人娶妻必须给女方家庭一定数量的牛作为彩礼，甚至一个男人可以根据自己拥有牛的数量来决定娶妻的多少。按努尔习俗，结婚时男子给女子家族送牛被看成是女子结束与父亲关系随从丈夫的标志，也被看成孩子从属于父亲血统的标志。在有的部落，如果妻子婚后几年不育或婚后出走，男方还可以提出离婚，这时女方父母就应该把当初要的牛全部退还给男方；假如妻子在婚后两年内去世，那么当初娶亲时的彩礼可由双方平分。英国人類學學者愛德華·伊凡·艾文思-普里查德对努尔人有非常详细的研究，他的著作《努爾人：對一個尼羅特人群生活方式和政治制度的描述》一書，即描述了努尔人的部落文化和政治、宗族等制度。

典型的努尔人部落所吃的食物包括牛肉、山羊、牛奶、芒果和高粱。

## 民族
- Lou Nuer
- Jikany Nuer（英语：Jikany Nuer）

## 語言
努尔语属于尼罗-撒哈拉语系，跟丁卡語有親緣關係，也同樣使用改良自拉丁字母的非洲字母来拼写他们的语言，有39个字母。他們有标准的书写方式，总词汇量有3万多，其中有数百个复杂的词汇来形容牛的不同颜色和花纹。

## 宗教
信仰大地之神Kwoth。